# Theil-sur-Vanne
Theil-sur-Vanne is een plaats en voormalige gemeente in het Franse departement Yonne in de regio Bourgogne-Franche-Comté die deel uitmaakt van het arrondissement Sens.

## Geschiedenis
Chigy is op 1 januari 2016 gefuseerd met Chigy en Vareilles tot de huidige gemeente Les Vallées de la Vanne.

## Geografie
De oppervlakte van Theil-sur-Vanne bedraagt 11,4 km², de bevolkingsdichtheid is 46,3 inwoners per km².
De onderstaande kaart toont de ligging van Theil-sur-Vanne met de belangrijkste infrastructuur en aangrenzende gemeenten.

## Demografie
Onderstaande figuur toont het verloop van het inwonertal (bron: INSEE-tellingen).